# 扎瓦塔雷洛
扎瓦塔雷洛（義大利語：Zavattarello），是意大利帕维亚省的一个市镇。总面积28.37平方公里，人口1071人，人口密度37.8人/平方公里（2009年）。国家统计（ISTAT）代码为018184。